# Microsciurus santanderensis
Microsciurus santanderensis — це невелика деревна вивірка, ендемік Колумбії.

## Морфологічний опис
Це невелика деревна вивірка, з довжина тіла близько 15 сантиметрів, і хвіст приблизно такої ж довжини. Самиці в середньому трохи більші за самців. Вид має червонувато-помаранчеве хутро на більшій частині тіла, з чорною лінією, що проходить по центру спини, та блідішим, рожево-коричневим низом. Також є блідіші мітки на морді та навколо очей. Хвіст довгий і тонкий; хутро на хвості відносно коротке, а не пухнасте, з білим кінчиком, але в іншому чорне зверху та блідіше знизу.

## Поширення та біологія
Точний ареал поширення Microsciurus santanderensis незрозумілий, оскільки її часто плутають з андською вивіркою (Sciurus pucheranii, яка трохи більшого розміру). Спочатку вид було описано в департаменті Сантандер у Колумбії, але згодом про нього повідомляли також і далі на захід. Однак, остаточно відомо, що вид походить лише з ділянки землі між середньою частиною річки Магдалена та західними схилами Східних Кордильєр. Цей регіон коливається від 100 до 3800 метрів над рівнем моря та має густі ліси, де дуб домінує на більших висотах, а в низовинах — більш різноманітні вологий ліс.
Про поведінку чи біологію цього виду відомо дуже мало, окрім того факту, що він живе на деревах і, здається, веде денний спосіб життя. Відсутність точної інформації, навіть про ареал, означала, що станом на 2016 рік неможливо було оцінити популяцію, статус збереження чи будь-які загрози, з якими вид може зіткнутися, і тому МСОП заносить його до списку видів з недостатньою кількістю даних.